# Broke in China
Broke in China est un film américain réalisé par Edward F. Cline et produit par Mack Sennett, sorti en 1927.

## Synopsis
Donald Drake, un marin, est en bordée dans un cabaret de Shanghai avec un camarade. Il va séduire une entraîneuse sur le retour, qui est surtout attirée par ses gains au jeu.

## Fiche technique
- Réalisation : Edward F. Cline
- Scénario : George Jeske, Harry McCoy, Jefferson Moffitt
- Production : Mack Sennett
- Photographie : Harry M. Fowler
- Montage : William Hornbeck
- Distributeur : Pathé Exchange[2].
- Durée : 20 minutes
- Date de sortie : 23 avril 1927

## Distribution
- Ben Turpin : Donald Drake
- Louise Carver : Maud - fille du saloon
- Alice Belcher : Mollie - fille du saloon
- Ruth Taylor : Ruth - l'amie de Donald
- Andy Clyde : le père de Ruth
- Kathrin Clare Ward : la mère de Ruth
- Dan Maines : ami de Donald
- William McCall : Propriétaire du Café
- Tiny Ward : serveur chinois
- Dave Morris : Croupier
- Roger Moore : l'ami de Ruth
- Bud Ross : chanteur
- Irving Bacon : officier
- Ronald Tilley : Ministre
- George Gray : Photographe

## Production
Le film a été tourné entre avril et juin 1926.